# Domenica Stadio
Domenica Stadio è stato un programma televisivo italiano calcistico, andato in onda dal 1° settembre 1991 al 6 giugno 1993 e nuovamente dal 28 agosto 2005 al 18 maggio 2008, la domenica dalle 16:45 alle 17:50 su Italia 1.
La prima edizione del programma è stata trasmessa su Italia 1 nel 1991-1992 condotta da Sandro Piccinini e Marino Bartoletti.
La seconda edizione è andata in onda nella stagione 1992-1993 condotta da Massimo De Luca.
Il programma tornò nell'edizione 2005-2006 fino a quella 2007-2008 condotto nella terza stagione da Mino Taveri con Elisa Triani e Mikaela Calcagno e poi, nelle due successive, da Paolo Bargiggia e Patrizia Hnatek.
La trasmissione era dedicata alle interviste ed ai commenti dagli spogliatoi dell'odierna giornata del campionato di calcio alternando collegamenti a caldo da tutti i campi a dibattiti interni sull'andamento della classifica, basata sul modello di Stadio Sprint, negli anni in cui la Rai perse per la prima volta la trasmissione dei diritti in chiaro della Serie A.